# Roberto Moreno
 (juin 2025).
Si vous disposez d'ouvrages ou d'articles de référence ou si vous connaissez des sites web de qualité traitant du thème abordé ici, merci de compléter l'article en donnant les références utiles à sa vérifiabilité et en les liant à la section « Notes et références ».
Ne doit pas être confondu avec Robert Moreno.
Pour les articles homonymes, voir Roberto et Moreno.
Roberto Moreno est un pilote automobile brésilien né le 11 février 1959 à Rio de Janeiro. Il a participé notamment à plusieurs saisons en championnat du monde de Formule 1 entre 1982 et 1995. En 42 qualifications en Formule 1, il a inscrit 15 points et décroché un podium (2e à Suzuka en 1990). Moreno est le parrain sportif de Julien Gerbi.

## Biographie
Ami d'enfance de Nelson Piquet, Moreno débute en compétition automobile par le karting et devient champion du Brésil en 1976. Puis, comme tant d'autres pilotes brésiliens, il s'expatrie en Grande-Bretagne pour s'engager en Formule Ford. Il est champion en 1980 en signant quinze victoires. Son parcours est limpide, il passe dans la catégorie supérieure chaque année : Formule 3, Formule Atlantic, Formule 2 puis Formule 3000 en 1985.

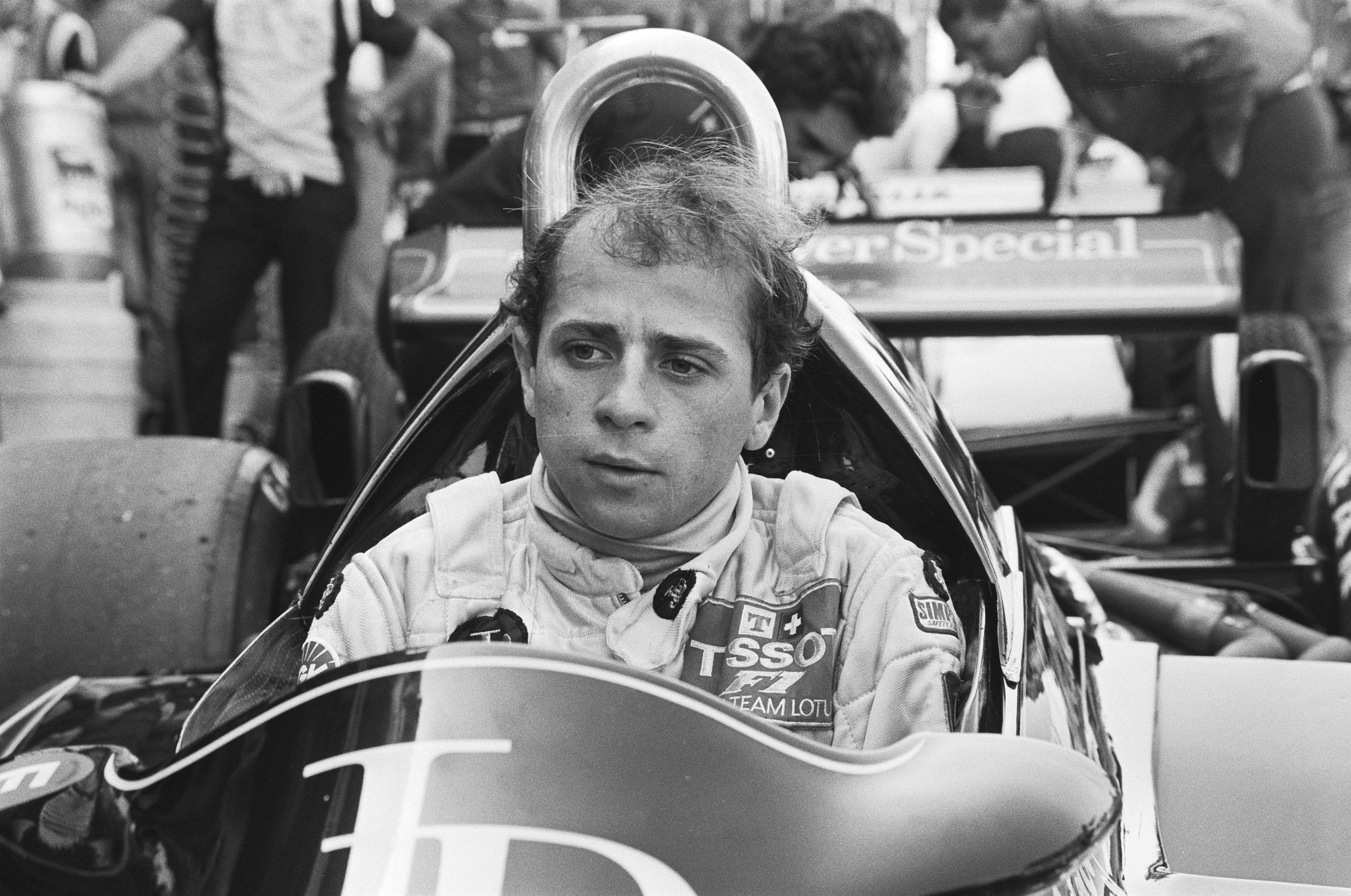
Roberto Moreno sur Lotus 91 au Grand Prix des Pays-Bas en 1982

Moreno a déjà tâté de la Formule 1 en 1982 chez Team Lotus mais cette tentative, un seul Grand Prix, lui a causé plus de mal que de bien car il n'a pas réussi à se qualifier à Zandvoort. 
En 1983, il participe aux 1 000 kilomètres d'Imola, épreuve inscrite au championnat d'Europe des voitures de sport, au volant d'une Porsche 930 de l'écurie anglaise Charles Ivey Racing avec Paul Smith (en) et Giorgio Cavalieri comme coéquipiers ; à la suite d'un problème moteur, la voiture ne peut prendre part à la course.

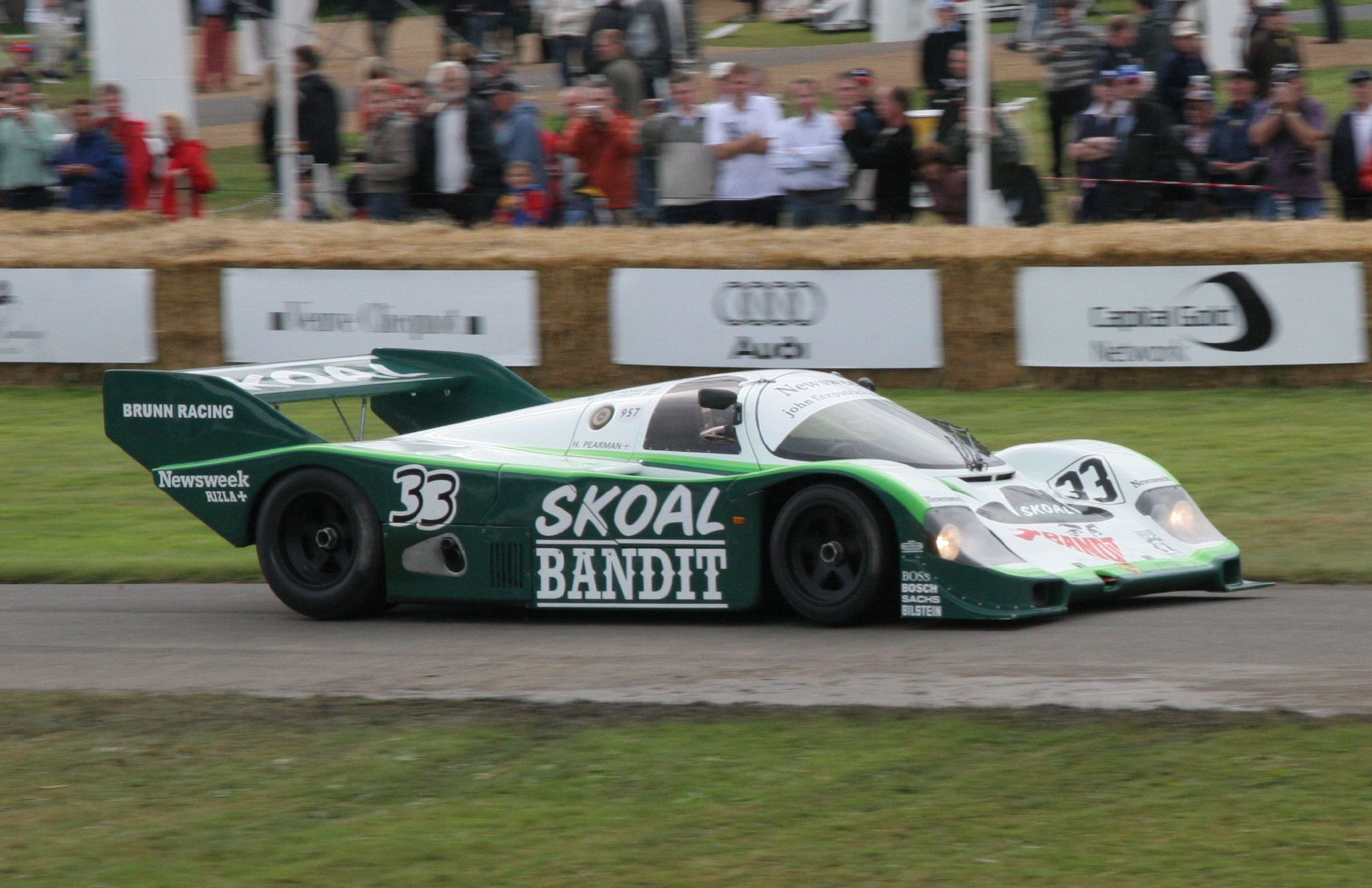
Porsche 956 de l'écurie Skoal Bandit Porsche Team

En 1984, il participe aux 24 Heures du Mans au volant d'une Porsche 956 de l'écurie anglaise Skoal Bandit Porsche Team avec Rupert Keegan et Guy Edwards comme coéquipiers ; ils abandonnent au 72e tour après un accident.
En 1987, une seconde chance en Formule 1 lui est donnée lorsqu'il est appelé par Automobiles Gonfaronnaises Sportives. Il offre à l'équipe son seul point de l'année en terminant sixième en Australie. Il conquiert l'estime de l'ingénieur Christian Vanderpleyn qui promet de ne pas l'oublier.
Pour 1988, il décroche un contrat de pilote d'essai pour la Scuderia Ferrari et poursuit sa carrière en Formule 3000 au sein du Bromley Motorsport, une équipe de seconde zone. Disposant d'un matériel performant, le nouveau châssis Reynard accouplé au moteur Cosworth s'avérant être l'arme absolue cette année-là, et pouvant compter sur l'expérience de l'ingénieur Gary Anderson, futur directeur technique de l'équipe Jordan Grand Prix, il signe quatre victoires et remporte aisément le championnat. Désormais titré, il espère donc trouver un baquet dans une équipe de haut niveau pour sa montée en Formule 1. En 1989, Vanderpleyn l'appelle chez Coloni, sur la monoplace n'ayant pas à se préqualifier. Moreno ne se met jamais en valeur sur cette voiture mal née, modeste évolution du modèle 88 dont la conception relève davantage du char d'assaut que de la voiture de course. L'arrivée de la nouvelle C3 lui permet enfin de se qualifier pour quelques Grands Prix, mais ce n'est qu'un feu de paille. Moreno n'a plus la foi et prend des contacts avec Rial et Minardi pour la saison suivante.
Malheureusement, en 1990, Roberto ne décroche qu'un baquet chez Eurobrun Racing, une écurie de fond de grille dirigée avec des bouts de ficelle par Walter Brun. Moreno ne parvient à qualifier son Eurobrun ER189B qu'en deux occasions mais sa carrière va rebondir inopinément. À la suite d'un accident d'hélicoptère, Alessandro Nannini, deuxième pilote chez Benetton aux côtés de Nelson Piquet, doit abandonner la Formule 1. Piquet fait engager son ami d'enfance et Moreno peut enfin dévoiler l'étendue de son talent lorsqu'il marque six points au championnat en terminant deuxième du Grand Prix du Japon derrière son coéquipier. Ce podium lui permet de voir son contrat prolongé pour la saison suivante.

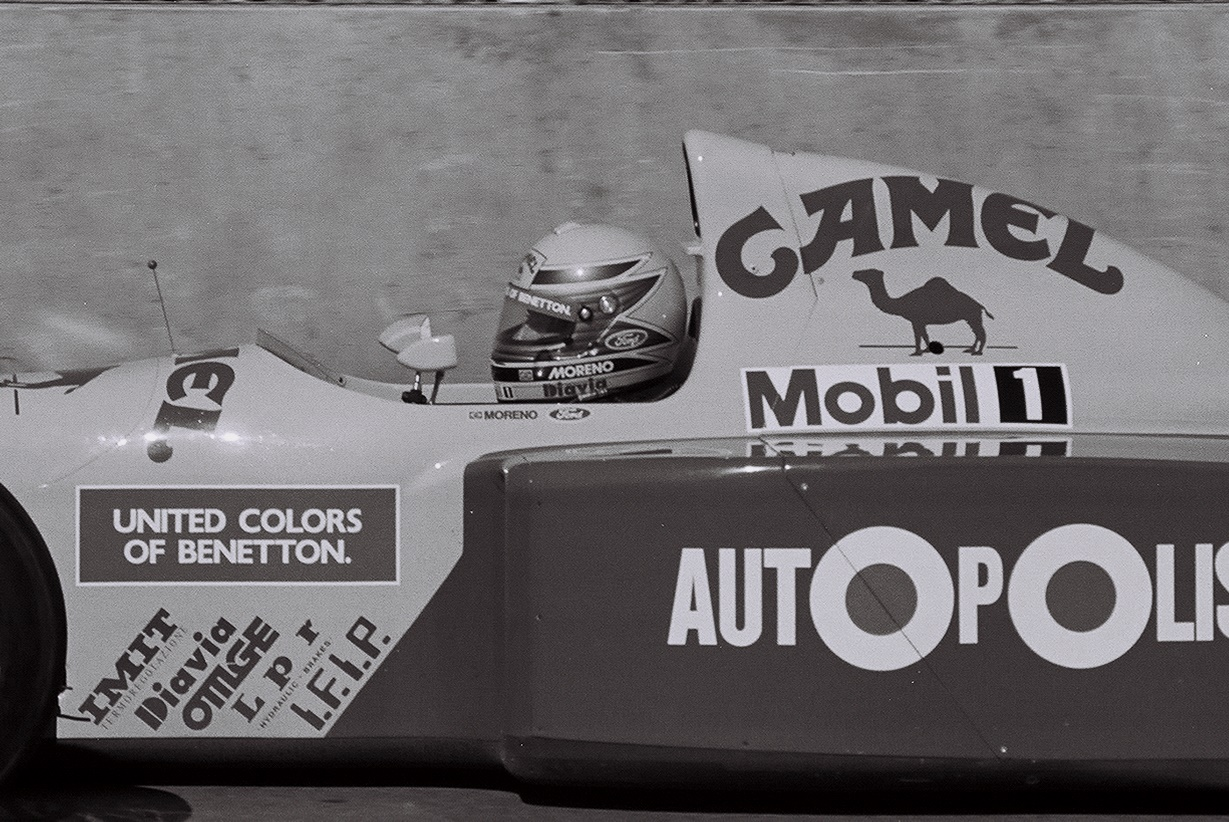
Roberto Moreno sur Benetton B190B au Grand Prix des États-Unis en 1991

Roberto Moreno ne termine pourtant pas la saison 1991 et ce à cause du talent de Michael Schumacher. En effet, à la suite de ses débuts tonitruants à Spa au volant de la Jordan en remplacement de Bertrand Gachot, l'Allemand tape dans l'œil de Flavio Briatore, manager de Benetton, qui le débauche de chez Jordan, avec la bénédiction de Bernie Ecclestone et l'engage à la place de Moreno, débarqué sans ménagement malgré des prestations honorables. Le Brésilien fera alors le chemin inverse en remplaçant Schumacher chez Jordan les deux courses suivantes, avant de quitter l'écurie. Il disputera encore le dernier Grand Prix de la saison en Australie pour Minardi.
Moreno revient en Formule 1 en 1992, chez Andrea Moda Formula. Là encore, il est loin de disposer d'une bonne voiture. Andrea Sassetti, le patron d'Andrea Moda, voulait engager en championnat une Coloni C4B de la saison écoulée (évolution de la C3 que Moreno n'était parvenu à qualifier qu'une fois en 1989) en remplaçant simplement le V8 Ford-Cosworth par un V10 Judd d'occasion racheté à Dallara. Mais la FISA exige que l'écurie présente un châssis inédit (Andrea Moda est une nouvelle écurie et n'a pas l'autorisation de faire courir les anciens châssis Coloni sans modifications en interne) et empêche l'équipe de participer aux premiers Grands Prix de la saison. Sassetti rachète à l'entreprise d'ingénierie Simtek de Nick Wirth et Max Mosley un projet initialement développé pour BMW mais qui n'avait jamais été mené à terme. Le différend dissipé, Andra Moda et Moreno peuvent se lancer dans la compétition. Toutefois, le nombre d'engagés étant désormais supérieur à 30, Moreno doit participer aux pré-qualifications. Il se qualifie au Grand Prix de Monaco à la surprise générale mais abandonne en course. À court de budget, l'équipe est définitivement exclue du championnat par la FISA au Grand Prix d'Italie.
En 1993, Roberto Moreno est appelé par Giorgio Pianta pour intégrer le programme officiel Alfa Romeo SuperTourisme d'Alfa Corse au volant de la nouvelle Alfa Romeo 155 ; il participe ainsi au championnat de France de Super Tourisme aux côtés de Philippe Gache et de Jean Alesi. 

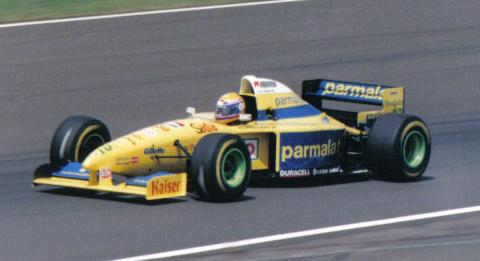
Roberto Moreno sur Forti à Silverstone en 1995

Après deux ans d'absence, Moreno fait son énième retour en Formule 1 en 1995 chez Forti Corse, écurie prometteuse, forte à l'époque de quatre titres de champion d'Italie de Formule 3 et de neuf victoires en F 3000. Guido Forti et Carlo Gancia créent l'équipe de F1 Forti Corse avec le soutien financier d'Abilio Diniz, père de Pedro Diniz et propriétaire de la grande chaîne de supermarchés brésiliens Pao de Azucar. Alors que Moreno pense enfin pouvoir s'illustrer, comme à l'époque Benetton, il ne marque aucun point pour sa première saison complète en Formule 1 et prend sa retraite de la discipline.

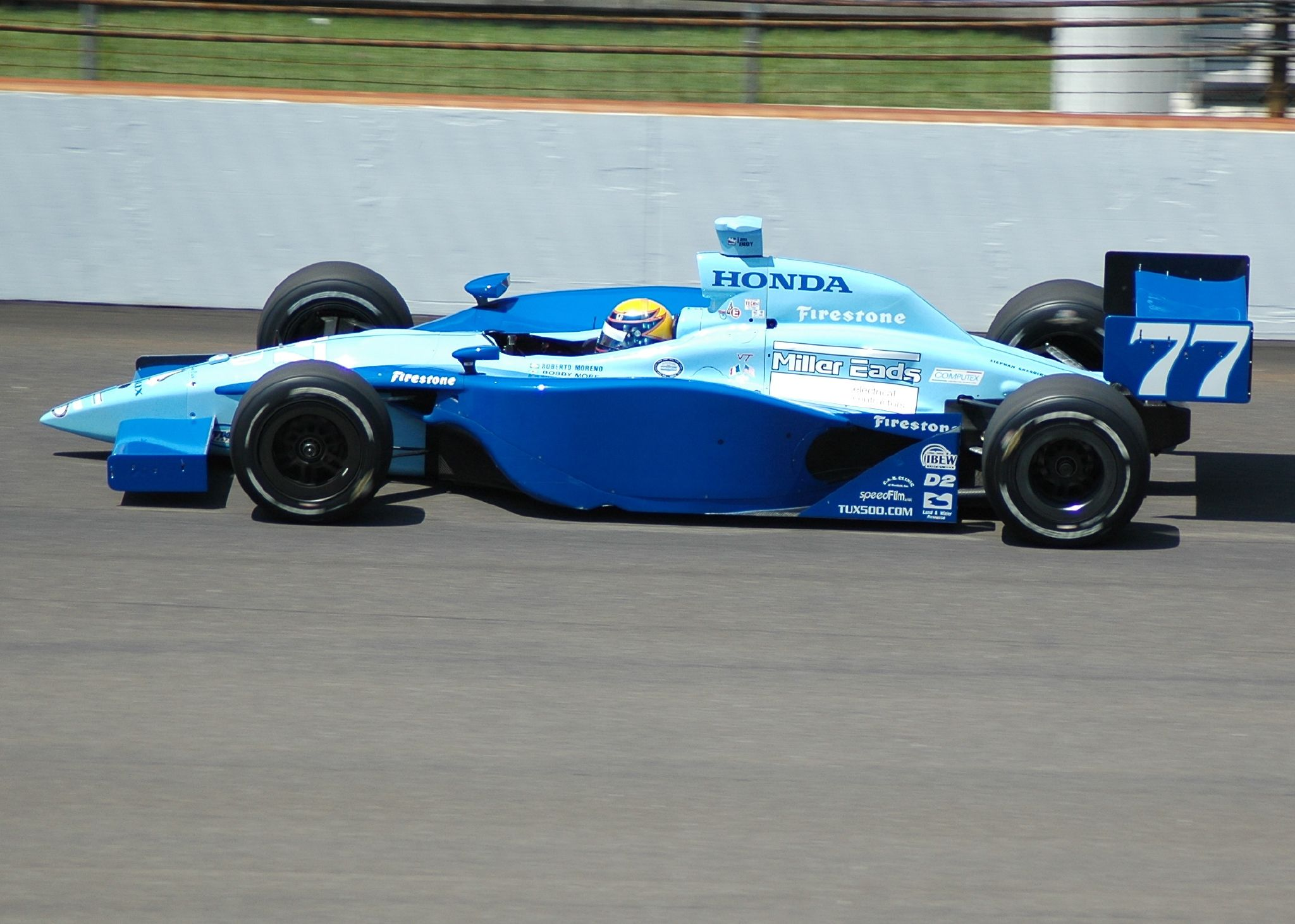
Roberto Moreno lors des essais des 500 miles d'Indianapolis 2007.

Il se tourne alors vers le CART et l'IndyCar en 1996. D'abord pilote pour la modeste équipe Payton-Coyne pour laquelle il signe un podium lors des US-500 disputées sur l'ovale de Michigan, il démontre qu'il n'a rien perdu de son talent les années suivantes. Surnommé "Super-sub" (le super remplaçant), il fait jeu égal avec Michael Andretti chez Newman-Haas en 1997 et 1998 où il remplace Christian Fittipaldi et parvient à dominer Mauricio Gugelmin chez PacWest en 1999 en tant que remplaçant de Mark Blundell, obtenant d'ailleurs les meilleurs résultats de l'équipe cette année-là. Ces performances lui permettent de disputer enfin un championnat complet pour le compte du Patrick Racing. Remportant l'épreuve de Cleveland et glanant sept podiums, il termine troisième du championnat 2000 juste derrière Gil de Ferran et son équipier Adrian Fernandez. La saison 2001 sera moins réussie bien qu'il termine treizième, remporte la course de Vancouver et fait jeu égal avec son équipier, l'expérimenté Jimmy Vasser, champion IndyCar en 1996. 
Depuis 2004, il ne dispute plus que quelques courses par an en Grand-Am, en IndyCar Series (notamment les 500 miles d'Indianapolis) voire en Champ Car en 2007.

## Carrière hors Formule 1
- 1976 : Karting 125 cm3, Champion du Brésil
- 1979 : Formule Ford 1600 Grande-Bretagne
- 1980 : Formule Ford 1600 Grande-Bretagne (Champion, 15 victoires)
- 1980 : Vainqueur du Formula Ford Festival
- 1981 : Championnat de Grande-Bretagne de Formule 3 (2 victoires)
- 1981 : Championnat de Nouvelle-Zélande de Formule Pacific (Champion)
- 1982 : Championnat de Grande-Bretagne de Formule 3 (3 victoires)
- 1982 : Championnat de Nouvelle-Zélande de Formule Pacific (1 victoire)
- 1983 : Championnat de Formule Atlantic (2e du championnat, 4 victoires)
- 1983 : Vainqueur du GP de Macao en Formule Atlantic
- 1984 : Championnat d'Europe de Formule 2 (2e)
  - 1985 : Championnat international de F3000
- 1985 : CART
  - 1986 : Championnat international de F3000
- 1986 : CART
  - 1987 : Championnat international de F3000 (3e du championnat)
  - 1988  : Championnat international de F 3000 (Champion)
- 1988 : Pilote d'essai de la Scuderia Ferrari
- 1993   SuperTourisme Alfa Romeo 155
- 1996 : IndyCar, 19e
- 1997 : IndyCar, 21e
- 1998 : trois courses en CART
- 1999 : CART, 14e
  - deux courses en IndyCar
- 2000 : CART, 3e
- 2001 : CART, 13e
- 2003 : Champ Car, 13e
- 2005 : six courses en Grand-Am
- 2006 : une course en IndyCar
- 2007 : six courses en Grand-Tourisme brésilien
  - 500 miles d'Indianapolis, 33e
  - une course en Champ Car
  - une course en Grand-Am
- 2008 : deux courses en Grand-Tourisme brésilien
  - une course en Champ Car
  - une course en Grand-Am

## Palmarès

### Résultats en championnat du monde de Formule 1
| Saison | Écurie                                              | Châssis             | Moteur           | Pneus            | GP disputés | Points inscrits | Classement |
| ------ | --------------------------------------------------- | ------------------- | ---------------- | ---------------- | ----------- | --------------- | ---------- |
| 1982   | John Player Team Lotus                              | 91                  | Cosworth         | Goodyear         | 0           | 0               | n.c.       |
| 1987   | Team El Charro AGS                                  | JH22                | Cosworth         | Goodyear         | 2           | 1               | 19e        |
| 1989   | Coloni SpA                                          | FC188B FC189        | Cosworth         | Pirelli          | 4           | 0               | n.c.       |
| 1990   | Eurobrun Racing Benetton Formula Ltd                | ER189B B190         | Judd Cosworth    | Pirelli Goodyear | 4           | 6               | 10e        |
| 1991   | Camel Benetton Ford Team 7Up Jordan Minardi F1 Team | B190B B191 191 M191 | Cosworth Ferrari | Pirelli Goodyear | 14          | 8               | 10e        |
| 1992   | Andrea Moda Formula                                 | S921                | Judd             | Goodyear         | 1           | 0               | n.c.       |
| 1995   | Parmalat Forti Ford                                 | FG01-95             | Cosworth         | Goodyear         | 17          | 0               | n.c.       |

### Résultats aux 24 Heures du Mans
| Année | Écurie                    | Copilotes                 | Voiture      | Classe | Tours | Pos. | Class Pos. |
| ----- | ------------------------- | ------------------------- | ------------ | ------ | ----- | ---- | ---------- |
| 1984  | Skoal Bandit Porsche Team | Rupert Keegan Guy Edwards | Porsche 962C | C1     | 72    | Abd. | Abd.       |

### Résultats aux 24 Heures de Daytona
| Année | Écurie                   | Copilotes                                              | Voiture       | Classe | Tours | Pos. | Class Pos. |
| ----- | ------------------------ | ------------------------------------------------------ | ------------- | ------ | ----- | ---- | ---------- |
| 2005  | Spirit of Daytona Racing | Doug Goad Stéphan Grégoire Bob Ward                    | Crawford DP03 | DP     | 194   | Abd. | Abd.       |
| 2007  | Brumos Racing / Kendall  | J. C. France Hurley Haywood João Barbosa David Donohue | Riley Mk XI   | DP     | 662   | 4e   | 4e         |